# Khirsain
Khirsain (en népalais : खिर्सेन) est un comité de développement villageois du Népal situé dans le district de Doti. Au recensement de 2011, il comptait 2 836 habitants.